# Rumpelmühle (Freihung)
Rumpelmühle ist ein Weiler südlich von Freihung (Landkreis Amberg-Sulzbach, Bayern), die Bundesstraße B299 verläuft (nur knapp) westlich neben dem Ort, der aus drei Häusern besteht, in denen neun Personen leben (Stand 2021). Rumpelmühle 3 war eine Wassermühle an der Vils. Sie existiert nicht mehr, das Haus wird noch bewohnt.

## Naturwaldreservat
2017 wurde der Wald Torfstich in Naturwaldreservat Rumpelmühle umbenannt. Das 19 Hektar große Reservat umfasst Sumpf- und Bruchwald mit Gewässern und angrenzenden Feuchtwiesen.